# الضالع (المخادر)

تعديل مصدري - تعديل

الضالع محلة تابعة لقرية كروه الامير، التابعة لعزلة الصفي بمديرية المخادر إحدى مديريات محافظة إب في الجمهورية اليمنية، بلغ تعداد سكانها 82 حسب تعداد اليمن لعام 2004.